# リッチ・ヒッキー

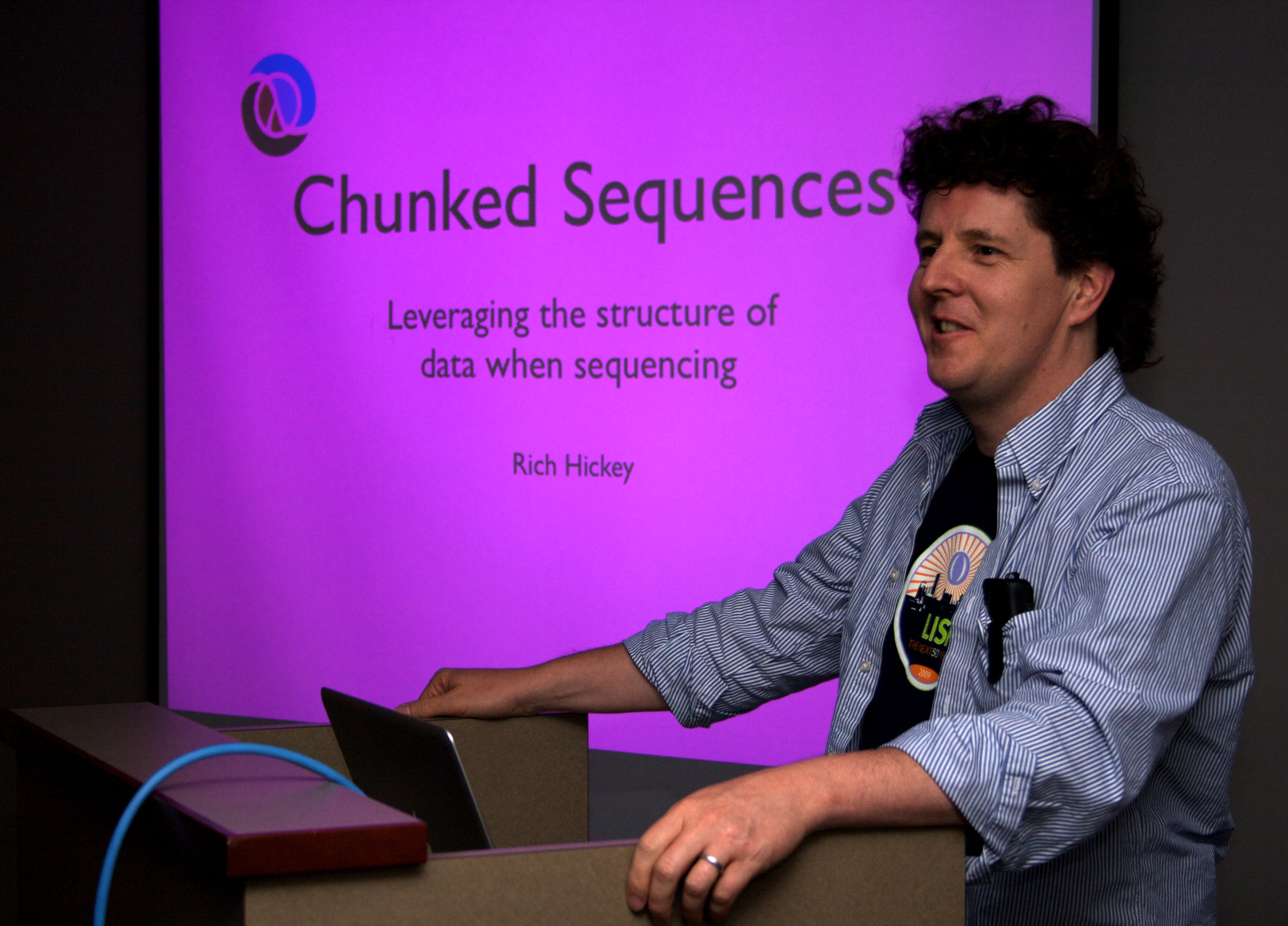
2010年以前

リッチ・ヒッキー（英語: Rich Hickey）は、アメリカ合衆国のプログラマー、コンサルタント、弁士。

## 解説
2007年にリリースしたClojureの開発者として知られている。
そのほか、ClojureScriptとExtensible Data Notationデータフォーマットの作成、設計、dotLispの開発を行っている。
コンサルタントとしても活動しており、スケジュール管理システム、放送自動化、音声解析と指紋採取、データベース設計、歩留まり管理、出口調査システム、機械リスニングなどを手がけた経験もある。
2012年、Cognitectの法人化と時を同じくして、独自の分散型データベースであるDatomicを立ち上げる。
2013年からは、2020年にNubankに買収されたCognitectの最高技術責任者を務めている。

## 出版
- Rich Hickey (February 1995), “Callbacks in C++ using template functors”, C++ Report 7 (2):  43–50. Reprinted in Stanley B. Lippman, ed (January 1996). C++ Gems: Programming Pearls from The C++ Report (SIGS Reference Library). pp. 515–537. ISBN 978-1-884842-37-5
- Rich Hickey (June 2020), “A History of Clojure”, Proc. ACM Program. Lang 4, HOPL, Article 71